# Sicana
Sicana é um género botânico pertencente à família Cucurbitaceae.

## Espécies
| - Sicana atropurpurea - Sicana excisa - Sicana fragrans | - Sicana odorifera - Sicana sphaerica - Sicana trinitensis |

1. ↑  «Sicana — World Flora Online». www.worldfloraonline.org. Consultado em 19 de agosto de 2020